# Beach Pro Tour 2024
Navigation
Beach Pro Tour 2023 Beach Pro Tour 2025
Le Beach Pro Tour 2024 est la troisième édition du Volleyball World Beach Pro Tour, circuit annuel du beach-volley mondial. Ce circuit se déroule toute l'année, de mars à décembre 2024. Des tournois sont organisés à travers le monde entier, et les meilleures équipes s'affrontent à la fin de la saison lors des finales, organisées du 5 au 8 décembre 2024 à Doha, au Qatar. Ces finales déterminent les vainqueurs de la compétition.

## Calendrier et résultats
La saison 2024 comprend différents tournois répartis en 3 catégories: Elite 16, Challenge et Futures. La plupart de ses évènements comprennent un tournoi masculin et un tournoi féminin. Il existe quelques tournois où seul l'un des deux sexes est représenté. Cette saison est notamment marquée par les Jeux olympiques de Paris qui se dérouleront au pied de la Tour Eiffel. Les points accumulés par les équipes sur les tournois jusqu'au mois de juin seront comptabilisés pour la qualification olympique.
| Elite 16             |
| Challenge            |
| Futures              |
| The Finals           |
| Jeux Olympiques 2024 |

### Circuit Masculin
| Tournoi                                                                                    | Vainqueurs                                                             | Finalistes                                                             | Troisièmes                                                  |
| ------------------------------------------------------------------------------------------ | ---------------------------------------------------------------------- | ---------------------------------------------------------------------- | ----------------------------------------------------------- |
| Mollymook Futures Mollymook, Australie US5,000 $ 28 février-3 mars 2024                    | Mark Nicolaidis (AUS) Izac Carracher (AUS)                             | Paul Burnett (AUS) Jack Pearse (AUS)                                   | Jordan Hoppe (USA) James Shaw (USA)                         |
| Doha Elite 16 Doha, Qatar US150,000 $ 5–9 mars 2024                                        | Stefan Boermans (NED) Yorick de Groot (NED)                            | David Åhman (SWE) Jonatan Hellvig (SWE)                                | Anders Mol (NOR) Christian Sørum (NOR)                      |
| Mt. Maunganui Beach Futures Mount Maunganui, Nouvelle-Zélande US5,000 $ 7–10 mars 2024     | Jordan Hoppe (USA) James Shaw (USA)                                    | Ben Hood (AUS) D'Artagnan Potts (AUS)                                  | Cody Caldwell (USA) Jake Urrutia (USA)                      |
| Coolangatta Futures Coolangatta, Australie US5,000 $ 20–24 mars 2024                       | Jake MacNeil (CAN) Alexander William Russell (CAN)                     | Paul Burnett (AUS) Jack Pearse (AUS)                                   | Thomas Reid (NZL) John McManaway (NZL)                      |
| Recife Challenge Recife, Brésil US75,000 $ 21–24 mars 2024                                 | Evandro Oliveira (BRA) Arthur Mariano (BRA)                            | Noslen Diaz (CUB) Jorge Luis Alayo (CUB)                               | Javier Bello (ENG) Joaquin Bello (ENG)                      |
| Saquarema Challenge Saquarema, Brésil US75,000 $ 28–31 mars 2024                           | George Souto Maior Wanderley (BRA) Andre Loyola Stein (BRA)            | Noslen Diaz (CUB) Jorge Luis Alayo (CUB)                               | Rémi Bassereau (FRA) Julien Lyneel (FRA)                    |
| Pirae Tahiti Futures Pirae, Polynésie Française US5,000 $ 2–6 avril 2024                   | Thomas Reid (NZL) John McManaway (NZL)                                 | Takumi Takahashi (JPN) Jumpei Ikeda (JPN)                              | Ivan Datsiuk (UKR) Ivan Likhatskyi (UKR)                    |
| Guadalajara Challenge Guadalajara, Mexique US75,000 $ 11–14 avril 2024                     | Trevor Crabb (USA) Theodore Brunner (USA)                              | Lukas Pfretzschner (GER) Sven Winter (GER)                             | Evandro Oliveira (BRA) Arthur Mariano (BRA)                 |
| Nuvali Futures Nuvali, Philippines US75,000 $ 11–14 avril 2024                             | Krystof Jan Oliva (CZE) Vaclav Kurka (CZE)                             | James Buytrago (PHI) Rancel Varga (PHI)                                | Toms Liepa (LAT) Ernests Puskundzis (LAT)                   |
| Tepic Elite 16 Tepic, Mexique US150,000 $ 17–21 avril 2024                                 | David Åhman (SWE) Jonatan Hellvig (SWE)                                | George Souto Maior Wanderley (BRA) Andre Loyola Stein (BRA)            | Noslen Diaz (CUB) Jorge Luis Alayo (CUB)                    |
| Xiamen Challenge Xiamen, Chine US150,000 $ 25–28 avril 2024                                | Marco Grimalt (CHI) Esteban Grimalt (CHI)                              | Youssef Krou (FRA) Arnaud Gauthier-Rat (FRA)                           | Lukas Pfretzschner (GER) Sven Winter (GER)                  |
| Brasilia DF Elite 16 Brasilia, Brésil US150,000 $ 1–5 mai 2024                             | Evandro Oliveira (BRA) Arthur Mariano (BRA)                            | Steven van de Velde (NED) Matthew Immers (NED)                         | George Souto Maior Wanderley (BRA) Andre Loyola Stein (BRA) |
| Madrid Futures Madrid, Espagne US5,000 $ 9–12 mai 2024                                     | Davis Krumins (ITA) Marco Caminati (ITA)                               | Mads Møllgaard (DEN) Nicolai Hovmann Overgaard (DEN)                   | Maciej Rudol (POL) Filip Lejawa (POL)                       |
| Pingtan Futures Pingtan, Chine US5,000 $ 9–12 mai 2024                                     | Pedro Augusto Sousa De Oliveira (BRA) Henrique Camboim de Barros (BRA) | Jake MacNeil (CAN) Alexander William Russell (CAN)                     | Paul Burnett (AUS) Jack Pearse (AUS)                        |
| Cervia Futures Cervia, Italie US5,000 $ 16–19 mai 2024                                     | Gianluca Dal Corso (ITA) Marco Viscovich (ITA)                         | Paul Henning (GER) Bennet Poniewaz (GER)                               | Calvin Aye (FRA) Quincy Aye (FRA)                           |
| Wuhan Qinshan Futures Wuhan Qinshan, Chine US5,000 $ 16–19 mai 2024                        | Bintang Akbar (INA) Sofyan Rachman Efendi (INA)                        | Pedro Augusto Sousa De Oliveira (BRA) Henrique Camboim de Barros (BRA) | Paul Burnett (AUS) Jack Pearse (AUS)                        |
| Espinho Elite 16 Espinho, Portugal US150,000 $ 22–26 mai 2024                              | David Åhman (SWE) Jonatan Hellvig (SWE)                                | Nils Ehlers (GER) Clemens Wickler (GER)                                | George Souto Maior Wanderley (BRA) Andre Loyola Stein (BRA) |
| Battipaglia Futures Battipaglia, Italie US5,000 $ 23–26 mai 2024                           | Hagen Smith (USA) Logan Webber (USA)                                   | Gianluca Dal Corso (ITA) Marco Viscovich (ITA)                         | Jonas Sagstetter (GER) Maximilian Just (GER)                |
| Spiez Futures Spiez, Suisse US5,000 $ 29 mai–2 juin 2024                                   | Yves Haussener (SUI) Julian Friedli (SUI)                              | Quentin Métral (SUI) Jonathan Jordan (SUI)                             | Mirco Gerson (SUI) Luc Flückiger (SUI)                      |
| Stare Jablonki Challenge Stare Jabłonki, Pologne US75,000 $ 30 mai–2 juin 2024             | Ondrej Perusic (CZE) David Schweiner (CZE)                             | Noslen Diaz (CUB) Jorge Luis Alayo (CUB)                               | Stefan Boermans (NED) Yorick de Groot (NED)                 |
| Ostrava Elite 16 Ostrava, République tchèque US150,000 $ 5–9 juin 2024                     | David Åhman (SWE) Jonatan Hellvig (SWE)                                | Stefan Boermans (NED) Yorick de Groot (NED)                            | Miles Partain (USA) Andrew Benesh (USA)                     |
| Krakow Futures Cracovie, Pologne US5,000 $ 6–9 juin 2024                                   | Robin Sowa (GER) Maximilian Just (GER)                                 | Jakub Krzeminski (POL) Szymon Pietraszek (POL)                         | Louis Vandecaveye (BEL) Gilles Vandecaveye (BEL)            |
| Sveti Vlas Futures Sveti Vlas, Bulgarie US5,000 $ 6–9 juin 2024                            | Christoph Dressler (AUT) Maximilian Trummer (AUT)                      | Mees Sengers (NED) Dirk Boehlé (NED)                                   | Hagen Smith (USA) Logan Webber (USA)                        |
| Ios Island Futures Ios, Grèce US5,000 $ 19–22 juin 2024                                    | Eylon Elazar (ISR) River Day (ISR)                                     | Jonas Sagstetter (GER) Benedikt Sagstetter (GER)                       | Ardis Bedritis (LAT) Arturs Rinkevics (LAT)                 |
| Messina Futures Messine, Italie US5,000 $ 20–23 juin 2024                                  | Robin Sowa (GER) Maximilian Just (GER)                                 | Mees Sengers (NED) Dirk Boehlé (NED)                                   | Gianluca Dal Corso (ITA) Marco Viscovich (ITA)              |
| Geneva Futures Genève, Suisse US5,000 $ 20–23 juin 2024                                    | Arthur Canet (FRA) Téo Rotar (FRA)                                     | Quentin Métral (SUI) Jonathan Jordan (SUI)                             | Yves Haussener (SUI) Julian Friedli (SUI)                   |
| Baden Futures Baden, Autriche US5,000 $ 26–30 juin 2024                                    | Kristians Fokerots (LAT) Gustavs Auzins (LAT)                          | Tim Berger (AUT) Timo Hammarberg (AUT)                                 | Laurenz Leitner (AUT) Philipp Waller (AUT)                  |
| Rakvere Futures Rakvere, Estonie US5,000 $ 3–6 juillet 2024                                | Jacob Hölting Nilsson (SWE) Elmer Andersson (SWE)                      | Urmas Piik (EST) Dimitriy Korotkov (EST)                               | Robin Sowa (GER) Maximilian Just (GER)                      |
| Gstaad Elite 16 Gstaad, Suisse US150,000 $ 3–7 juillet 2024                                | David Åhman (SWE) Jonatan Hellvig (SWE)                                | George Souto Maior Wanderley (BRA) Andre Loyola Stein (BRA)            | Anders Mol (NOR) Christian Sørum (NOR)                      |
| Vienna Elite 16 Vienne, Autriche US150,000 $ 9–14 juillet 2024                             | Anders Mol (NOR) Christian Sørum (NOR)                                 | Michal Bryl (POL) Bartosz Łosiak (POL)                                 | Marco Grimalt (CHI) Esteban Grimalt (CHI)                   |
| Leuven Futures Louvain, Belgique US5,000 $ 18–21 juillet 2024                              | Jakub Sepka (CZE) Jiri Sedlak (CZE)                                    | Kristians Fokerots (LAT) Gustavs Auzins (LAT)                          | Laurenz Leitner (AUT) Philipp Waller (AUT)                  |
| Jeux Olympiques de Paris 2024 Paris, France 27 juillet–10 août 2024                        | David Åhman (SWE) Jonatan Hellvig (SWE)                                | Nils Ehlers (GER) Clemens Wickler (GER)                                | Anders Mol (NOR) Christian Sørum (NOR)                      |
| Brussels Futures Bruxelles, Belgique US5,000 $ 1–4 août 2024                               | Christoph Dressler (AUT) Tim Berger (AUT)                              | Eylon Elazar (ISR) Kevin Cuzmiciov (ISR)                               | Piotr Janiak (POL) Jedrzej Brozyniak (POL)                  |
| Halifax Futures Halifax, Canada US5,000 $ 21–24 août 2024                                  | Frederick Bialokoz (ENG) Issa Batrane (ENG)                            | Steven Abrams (CAN) Jonathan Pickett (CAN)                             | Garrett Peterson (USA) Caleb Kwekel (USA)                   |
| Hamburg Elite 16 Hambourg, Allemagne US150,000 $ 21–25 août 2024                           | Anders Mol (NOR) Christian Sørum (NOR)                                 | Pablo Herrera Allepuz (ESP) Adrián Gavira Collado (ESP)                | Stefan Boermans (NED) Yorick de Groot (NED)                 |
| Brno Futures Brno, République tchèque US5,000 $ 22–25 août 2024                            | Ondrej Perusic (CZE) David Schweiner (CZE)                             | Adam Waber (CZE) Matyas Jezek (CZE)                                    | Jacob Hölting Nilsson (SWE) Elmer Andersson (SWE)           |
| Warsaw Futures Varsovie, Pologne US5,000 $ 29 août–1er septembre 2024                      | Laurenz Leitner (AUT) Paul Pascariuc (AUT)                             | Stefan Andreasson (SWE) Anton Andersson (SWE)                          | Frederick Bialokoz (ENG) Issa Batrane (ENG)                 |
| Corigliano Rossano Futures Corigliano-Rossano, Italie US5,000 $ 29 août–1er septembre 2024 | Gianluca Dal Corso (ITA) Marco Viscovich (ITA)                         | Mihails Samoilovs (LAT) Arnis Relins (LAT)                             | Tobia Marchetto (ITA) Jakob Windisch (ITA)                  |
| Qidong Futures Qidong, Chine US5,000 $ 5–9 septembre 2024                                  | Toms Liepa (LAT) Ernests Puskundzis (LAT)                              | Dunwinit Kaewsai (THA) Banlue Nakprakhong (THA)                        | Niklas Held (GER) Hennes Jorge Nissen (GER)                 |
| Bujumbura Futures Bujumbura, Burundi US5,000 $ 11–14 septembre 2024                        | Kyan Vercauteren (BEL) Joppe Van Langendonck (BEL)                     | Boldizsár Borbély (HUN) Lukas Niemeier (HUN)                           | Malte Höppner (GER) Moritz Camp (GER)                       |
| Qingdao Futures Qingdao, Chine US5,000 $ 12–15 septembre 2024                              | Domonkos Dóczi (HUN) Bence Attila Stréli (HUN)                         | Joshua Howat (AUS) Luke Ryan (AUS)                                     | Netitorn Muneekul (THA) Poravid Taovato (THA)               |
| Balikesir Futures Balikesir, Turquie US5,000 $ 19–22 septembre 2024                        | Manuel Alfieri (ITA) Tiziano Andreatta (ITA)                           | Enrico Rossi (ITA) Marco Caminati (ITA)                                | Even Stray Aas (NOR) Jo Gladsøy Sunde (NOR)                 |
| Joao Pessoa Elite 16 João Pessoa, Brésil US150,000 $ 17–20 octobre 2024                    | Anders Mol (NOR) Christian Sørum (NOR)                                 | Cherif Younousse (QAT) Ahmed Tijan (QAT)                               | David Åhman (SWE) Jonatan Hellvig (SWE)                     |
| Rio de Janeiro Elite 16 Rio de Janeiro, Brésil US150,000 $ 6–11 novembre 2024              | Javier Bello (ENG) Joaquin Bello (ENG)                                 | Tomas Capogrosso (ARG) Nicolás Capogrosso (ARG)                        | Martins Plavins (LAT) Kristians Fokerots (LAT)              |
| Haikou Challenge Haikou, Chine US75,000 $ 14–17 novembre 2024                              | Evan Cory (USA) Cody Caldwell (USA)                                    | Thomas Hodges (AUS) Zachery Schubert (AUS)                             | Gianluca Dal Corso (ITA) Marco Viscovich (ITA)              |
| Chennai Challenge Chennai, Inde US75,000 $ 21–24 novembre 2024                             | Jacob Hölting Nilsson (SWE) Elmer Andersson (SWE)                      | Leon Luini (NED) Ruben Penninga (NED)                                  | Philipp Waller (AUT) Timo Hammarberg (AUT)                  |
| Nuvali Challenge Nuvali, Philippines US75,000 $ 28 novembre–2 décembre 2024                | Jacob Hölting Nilsson (SWE) Elmer Andersson (SWE)                      | Paul Henning (GER) Lui Wüst (GER)                                      | Javier Bello (ENG) Joaquin Bello (ENG)                      |
| Maricá Futures Maricá, Brésil US5,000 $ 5–8 décembre 2024                                  | Igor De Carvalho Borges (BRA) Felipe Alves Pereira (BRA)               | Anton Moiseiev (UKR) Vitalii Savvin (UKR)                              | Gonzalo Melgarejo (PAR) Giuliano Massare Canillas (PAR)     |
| Pompano Beach Futures Pompano Beach, États-Unis US5,000 $ 5–8 décembre 2024                | Timothy Brewster (USA) Logan Webber (USA)                              | Caleb Kwekel (USA) Gage Basey (USA)                                    | Nils Gunnar Ringøen (NOR) Even Stray Aas (NOR)              |
| The Finals 2024 Doha, Qatar US800,000 $ 4–8 décembre 2024                                  | Anders Mol (NOR) Christian Sørum (NOR)                                 | David Åhman (SWE) Jonatan Hellvig (SWE)                                | Cherif Younousse (QAT) Ahmed Tijan (QAT)                    |

### Circuit Féminin
| Tournoi                                                                                     | Vainqueurs                                                         | Finalistes                                                         | Troisièmes                                                                  |
| ------------------------------------------------------------------------------------------- | ------------------------------------------------------------------ | ------------------------------------------------------------------ | --------------------------------------------------------------------------- |
| Mollymook Futures Mollymook, Australie US5,000 $ 28 février-3 mars 2024                     | Stefanie Fejes (AUS) Jana Milutinovic (AUS)                        | Suzuka Hashimoto (JPN) Reika Murakami (JPN)                        | Jasmine Fleming (AUS) Georgia Johnson (AUS)                                 |
| Doha Elite 16 Doha, Qatar US150,000 $ 5–9 mars 2024                                         | Carolina Solberg Salgado (BRA) Barbara Seixas de Freitas (BRA)     | Melissa Humana-Paredes (CAN) Brandie Wilkerson (CAN)               | Sara Hughes (USA) Kelly Cheng (USA)                                         |
| Mt. Maunganui Beach Futures Mount Maunganui, Nouvelle-Zélande US5,000 $ 7–10 mars 2024      | Shaunna Polley (NZL) Alice Zeimann (NZL)                           | Stefanie Fejes (AUS) Jana Milutinovic (AUS)                        | Alaina Chacon (USA) Mariah Whalen (USA)                                     |
| Coolangatta Futures Coolangatta, Australie US5,000 $ 20–24 mars 2024                        | Stefanie Fejes (AUS) Jana Milutinovic (AUS)                        | Alaina Chacon (USA) Mariah Whalen (USA)                            | Suzuka Hashimoto (JPN) Reika Murakami (JPN)                                 |
| Recife Challenge Recife, Brésil US75,000 $ 21–24 mars 2024                                  | Tina Graudina (LAT) Anastasija Samoilova (LAT)                     | Heather Bansley (CAN) Sophie Bukovec (CAN)                         | Monika Paulikiene (LTU) Aine Raupelyte (LTU)                                |
| Saquarema Challenge Saquarema, Brésil US75,000 $ 28–31 mars 2024                            | Chen Xue (CHN) Xinyi Xia (CHN)                                     | Laura Ludwig (GER) Louisa Lippmann (GER)                           | Taiana Lima (BRA) Talita Da Rocha Antunes (BRA)                             |
| Pirae Tahiti Futures Pirae, Polynésie Française US5,000 $ 9–12 avril 2024                   | Molly Shaw (USA) Chloe Loreen (USA)                                | Kelly Kool (USA) Tiffany Svenssohn (USA)                           | Erika Nyström (CYP) Alexandra Gusarova (CYP)                                |
| Guadalajara Challenge Guadalajara, Mexique US75,000 $ 11–14 avril 2024                      | Esmée Böbner (SUI) Zoé Vergé-Dépré (SUI)                           | Agatha Bednarczuk (BRA) Rebecca Cavalcante Barbosa Silva (BRA)     | Heather Bansley (CAN) Sophie Bukovec (CAN)                                  |
| Nuvali Futures Nuvali, Philippines US75,000 $ 11–14 avril 2024                              | Chenoa Christ (GER) Anna-Lena Grüne (GER)                          | Alaina Chacon (USA) Mariah Whalen (USA)                            | Riko Tsujimura (JPN) Takemi Nishibori (JPN)                                 |
| Tepic Elite 16 Tepic, Mexique US150,000 $ 17–21 avril 2024                                  | Tanja Hüberli (SUI) Nina Brunner (SUI)                             | Katja Stam (NED) Raïsa Schoon (NED)                                | Carolina Solberg Salgado (BRA) Barbara Seixas de Freitas (BRA)              |
| Xiamen Challenge Xiamen, Chine US150,000 $ 25–28 avril 2024                                 | Sandra Ittlinger (GER) Karla Borger (GER)                          | Anouk Vergé-Dépré (SUI) Joana Mäder (SUI)                          | Daniela Álvarez Mendoza (ESP) Tania Moreno Matveeva (ESP)                   |
| Brasilia DF Elite 16 Brasilia, Brésil US150,000 $ 1–5 mai 2024                              | Ana Patricia Silva Ramos (BRA) Eduarda Santos Lisboa (BRA)         | Kristen Nuss (USA) Taryn Kloth (USA)                               | Esmée Böbner (SUI) Zoé Vergé-Dépré (SUI)                                    |
| Pingtan Futures Pingtan, Chine US5,000 $ 9–12 mai 2024                                      | Bing Bai (CHN) Fan Wang (CHN)                                      | Margherita Bianchin (ITA) Claudia Scampoli (ITA)                   | Julhia Perandre Furtado Alonan (BRA) Marcela de Souza Mattoso Barbosa (BRA) |
| Cervia Futures Cervia, Italie US5,000 $ 16–19 mai 2024                                      | Margherita Bianchin (ITA) Claudia Scampoli (ITA)                   | Michelle Sharon Valiente Amarilla (PAR) Giuliana Poletti (PAR)     | Reka Orsi Toth (ITA) Giada Bianchi (ITA)                                    |
| Wuhan Qinshan Futures Wuhan Qinshan, Chine US5,000 $ 16–19 mai 2024                         | Xu Yan (CHN) Mingli Zhou (CHN)                                     | Kaiyue Jiang (CHN) Lvwen Yuan (CHN)                                | Xinxin Wang (CHN) Jiayi Xing (CHN)                                          |
| Madrid Futures Madrid, Espagne US5,000 $ 16–19 mai 2024                                     | Jagoda Gruszczynska (POL) Aleksandra Wachowicz (POL)               | Valentyna Davidova (UKR) Anhelina Khmil (UKR)                      | Sarah Cools (BEL) Lisa Van Den Vonder (BEL)                                 |
| Portugal Elite 16 Portugal US150,000 $ 22–26 mai 2024                                       | Kristen Nuss (USA) Taryn Kloth (USA)                               | Tanja Hüberli (SUI) Nina Brunner (SUI)                             | Katja Stam (NED) Raïsa Schoon (NED)                                         |
| Battipaglia Futures Battipaglia, Italie US5,000 $ 23–26 mai 2024                            | Michelle Sharon Valiente Amarilla (PAR) Giuliana Poletti (PAR)     | Reka Orsi Toth (ITA) Giada Bianchi (ITA)                           | Maria Rachele Mancinelli (ITA) Aurora Mattavelli (ITA)                      |
| Spiez Futures Spiez, Suisse US5,000 $ 29 mai–2 juin 2024                                    | Brecht Piersma (NED) Wies Bekhuis (NED)                            | Marketa Slukova (CZE) Karin Zolnercikova (CZE)                     | Eva Liisa Kuivonen (EST) Liisa-Lotta Jürgenson (EST)                        |
| Stare Jablonki Challenge Stare Jabłonki, Pologne US75,000 $ 30 mai–2 juin 2024              | Chen Xue (CHN) Xinyi Xia (CHN)                                     | Tina Graudina (LAT) Anastasija Samoilova (LAT)                     | Liliana Fernández Steiner (ESP) Paula Soria Gutiérrez (ESP)                 |
| Ostrava Elite 16 Ostrava, République tchèque US150,000 $ 5–9 juin 2024                      | Sara Hughes (USA) Kelly Cheng (USA)                                | Melissa Humana-Paredes (CAN) Brandie Wilkerson (CAN)               | Tina Graudina (LAT) Anastasija Samoilova (LAT)                              |
| Sveti Vlas Futures Sveti Vlas, Bulgarie US5,000 $ 6–9 juin 2024                             | Carly Kan (USA) Madelyne Anderson (USA)                            | Brecht Piersma (NED) Wies Bekhuis (NED)                            | Kennedy Coakley (USA) Brooke Sweat (USA)                                    |
| Krakow Futures Cracovie, Pologne US5,000 $ 13–16 juin 2024                                  | Stefanie Fejes (AUS) Georgia Johnson (AUS)                         | Malgorzata Ciezkowska (POL) Urszula Lunio (POL)                    | Kennedy Coakley (USA) Brooke Sweat (USA)                                    |
| Ios Island Futures Ios, Grèce US5,000 $ 19–22 juin 2024                                     | Julia Sude (GER) Lea Sophie Kunst (GER)                            | Stefanie Fejes (AUS) Jana Milutinovic (AUS)                        | Maryna Hladun (UKR) Tetiana Lazarenko (UKR)                                 |
| Messina Futures Messine, Italie US5,000 $ 20–23 juin 2024                                   | Anna-Lena Grüne (GER) Chenoa Christ (GER)                          | Margareta Kozuch (GER) Sarah Schneider (GER)                       | Reka Orsi Toth (ITA) Giada Bianchi (ITA)                                    |
| Baden Futures Baden, Autriche US5,000 $ 26–30 juin 2024                                     | Sarah Cools (BEL) Lisa Van Den Vonder (BEL)                        | Heleene Hollas (EST) Liisa Remmelg (EST)                           | Maryna Hladun (UKR) Tetiana Lazarenko (UKR)                                 |
| Rakvere Futures Rakvere, Estonie US5,000 $ 3–6 juillet 2024                                 | Anna-Lena Grüne (GER) Chenoa Christ (GER)                          | Maryna Hladun (UKR) Tetiana Lazarenko (UKR)                        | Daniele Kvedaraite (LTU) Jekaterina Kovalskaja (LTU)                        |
| Gstaad Elite 16 Gstaad, Suisse US150,000 $ 3–7 juillet 2024                                 | Kristen Nuss (USA) Taryn Kloth (USA)                               | Terese Cannon (USA) Megan Kraft (USA)                              | Tina Graudina (LAT) Anastasija Samoilova (LAT)                              |
| Vienna Elite 16 Vienne, Autriche US150,000 $ 9–14 juillet 2024                              | Svenja Müller (GER) Cinja Tillmann (GER)                           | Anouk Vergé-Dépré (SUI) Joana Mäder (SUI)                          | Terese Cannon (USA) Megan Kraft (USA)                                       |
| Leuven Futures Louvain, Belgique US5,000 $ 18–21 juillet 2024                               | Lexy Denaburg (USA) Deahna Kraft (USA)                             | Lisa Luini (NED) Desy Poiesz (NED)                                 | Sarah Cools (BEL) Lisa Van Den Vonder (BEL)                                 |
| Jeux Olympiques de Paris 2024 Paris, France 27 juillet–10 août 2024                         | Ana Patricia Silva Ramos (BRA) Eduarda Santos Lisboa (BRA)         | Melissa Humana-Paredes (CAN) Brandie Wilkerson (CAN)               | Tanja Hüberli (SUI) Nina Brunner (SUI)                                      |
| Brussels Futures Bruxelles, Belgique US5,000 $ 1–4 août 2024                                | Niina Ahtiainen (FIN) Taru Lahti-Liukkonen (FIN)                   | Janne Uhl (GER) Paula Schürholz (GER)                              | Sarah Cools (BEL) Lisa Van Den Vonder (BEL)                                 |
| Halifax Futures Halifax, Canada US5,000 $ 21–24 août 2024                                   | Madelyne Anderson (USA) Brook Bauer (USA)                          | Marie-Alex Bélanger (CAN) Lea Monkhouse (CAN)                      | Mikayla Law-Heese (CAN) Ruby Sorra (CAN)                                    |
| Hamburg Elite 16 Hambourg, Allemagne US150,000 $ 21–25 août 2024                            | Tanja Hüberli (SUI) Nina Brunner (SUI)                             | Svenja Müller (GER) Cinja Tillmann (GER)                           | Thamela Coradello Galil (BRA) Victoria Lopes Pereira Tosta (BRA)            |
| Brno Futures Brno, République tchèque US5,000 $ 22–25 août 2024                             | Kylie Neuschaeferova (CZE) Marketa Svozilova (CZE)                 | Juliana Paula Simões (BRA) Caroline Curtinaz Goerl (BRA)           | Barbora Hermannová (CZE) Marie-Sara Stochlova (CZE)                         |
| Corigliano Rossano Futures Corigliano-Rossano, Italie US5,000 $ 29 août–1er septembre 2024  | Reka Orsi Toth (ITA) Giada Bianchi (ITA)                           | Eleonora Sestini (ITA) Erika Ditta (ITA)                           | Valentina Cali (ITA) Jessica Allegretti (ITA)                               |
| Warsaw Futures Varsovie, Pologne US5,000 $ 5–8 septembre 2024                               | Yeva Serdiuk (UKR) Daria Romaniuk (UKR)                            | Aleksandra Wachowicz (POL) Julia Radelczuk (POL)                   | Daniele Kvedaraite (LTU) Jekaterina Kovalskaja (LTU)                        |
| Qidong Futures Qidong, Chine US5,000 $ 5–9 septembre 2024                                   | Mingli Zhou (CHN) Xu Yan (CHN)                                     | Kaiyue Jiang (CHN) Tong Yu (CHN)                                   | Asami Shiba (JPN) Saki Maruyama (JPN)                                       |
| Bujumbura Futures Bujumbura, Burundi US5,000 $ 11–14 septembre 2024                         | Miharu Kashihara (JPN) Izumi Ishihara (JPN)                        | Kelly Kool (USA) Tiffany Svenssohn (USA)                           | Elisavet Triantafillidi (GRE) Dimitra Manavi (GRE)                          |
| Qingdao Futures Qingdao, Chine US5,000 $ 12–15 septembre 2024                               | Jingzhe Wang (CHN) Aheidan Mushajiang (CHN)                        | Kaiyue Jiang (CHN) Tong Yu (CHN)                                   | Asami Shiba (JPN) Chika Nakagawa (JPN)                                      |
| Castellon de la Plana Futures Castellon de la Plana, Espagne US5,000 $ 18–21 septembre 2024 | Madelyne Anderson (USA) Brook Bauer (USA)                          | Elsa Descamps (FRA) Romane Sobezalz (FRA)                          | Lisa Luini (NED) Desy Poiesz (NED)                                          |
| Balikesir Futures Balikesir, Turquie US5,000 $ 19–22 septembre 2024                         | Yeva Serdiuk (UKR) Daria Romaniuk (UKR)                            | Heleene Hollas (EST) Liisa Remmelg (EST)                           | Franziska Friedl (AUT) Lia Berger (AUT)                                     |
| Joao Pessoa Elite 16 João Pessoa, Brésil US150,000 $ 16–21 octobre 2024                     | Thamela Coradello Galil (BRA) Victoria Lopes Pereira Tosta (BRA)   | Taiana Lima (BRA) Talita Da Rocha Antunes (BRA)                    | Kimberly Hildreth (USA) Teegan Van Gunst (USA)                              |
| Rio de Janeiro Elite 16 Rio de Janeiro, Brésil US150,000 $ 6–11 novembre 2024               | Carolina Solberg Salgado (BRA) Barbara Seixas de Freitas (BRA)     | Terese Cannon (USA) Megan Kraft (USA)                              | Thamela Coradello Galil (BRA) Victoria Lopes Pereira Tosta (BRA)            |
| Haikou Challenge Haikou, Chine US75,000 $ 14–17 novembre 2024                               | Chen Xue (CHN) Jinjin Zeng (CHN)                                   | Molly Shaw (USA) Toni Rodriguez (USA)                              | Lézana Placette (FRA) Alexia Richard (FRA)                                  |
| Chennai Challenge Chennai, Inde US75,000 $ 21–24 novembre 2024                              | Maryna Hladun (UKR) Tetiana Lazarenko (UKR)                        | Hailey Harward (USA) Kylie Kuyava DeBerg (USA)                     | Molly Shaw (USA) Toni Rodriguez (USA)                                       |
| Nuvali Challenge Nuvali, Philippines US75,000 $ 28 novembre–2 décembre 2024                 | Molly Shaw (USA) Toni Rodriguez (USA)                              | Noa Sonneville (NED) Brecht Piersma (NED)                          | Sandra Ittlinger (GER) Kim Van de Velde (GER)                               |
| Maricá Futures Maricá, Brésil US5,000 $ 5–8 décembre 2024                                   | Verena Figueira de Oliveira (BRA) Kyce Mikaele Martins Silva (BRA) | Flavia Moura Santos Cezar (BRA) Fabrine Conceicao dos Santos (BRA) | Emanuely Pereira Cardoso (BRA) Quemile Vieira de Souza (BRA)                |
| Pompano Beach Futures Pompano Beach, États-Unis US5,000 $ 5–8 décembre 2024                 | Kimberly Hildreth (USA) Xolani Hodel (USA)                         | Madison Shields (USA) Avery Poppinga (USA)                         | Devon Newberry (USA) Jaden Whitmarsh (USA)                                  |
| The Finals 2024 Doha, Qatar US800,000 $ 5–8 décembre 2024                                   | Kristen Nuss (USA) Taryn Kloth (USA)                               | Terese Cannon (USA) Megan Kraft (USA)                              | Tina Graudina (LAT) Anastasija Samoilova (LAT)                              |